# Désert d'Ordos
 (décembre 2010).
Si vous disposez d'ouvrages ou d'articles de référence ou si vous connaissez des sites web de qualité traitant du thème abordé ici, merci de compléter l'article en donnant les références utiles à sa vérifiabilité et en les liant à la section « Notes et références ».
Le désert d’Ordos ou désert de l’Ordos (chinois : 鄂尔多斯沙漠 ; pinyin : È'ěrduōsī Shamo) est une région désertique et de steppe située sur le plateau d'Ordos dans le sud de la région autonome de Mongolie-Intérieure en République populaire de Chine. Il s'étend sur une superficie d'environ 90 650 km2 et comprend deux grands déserts : le désert Kubuqi (库布其沙漠) dans le nord et le désert de Maowusu (zh) (毛乌素沙漠) dans le sud. Il est principalement composé d'argile et de sable.

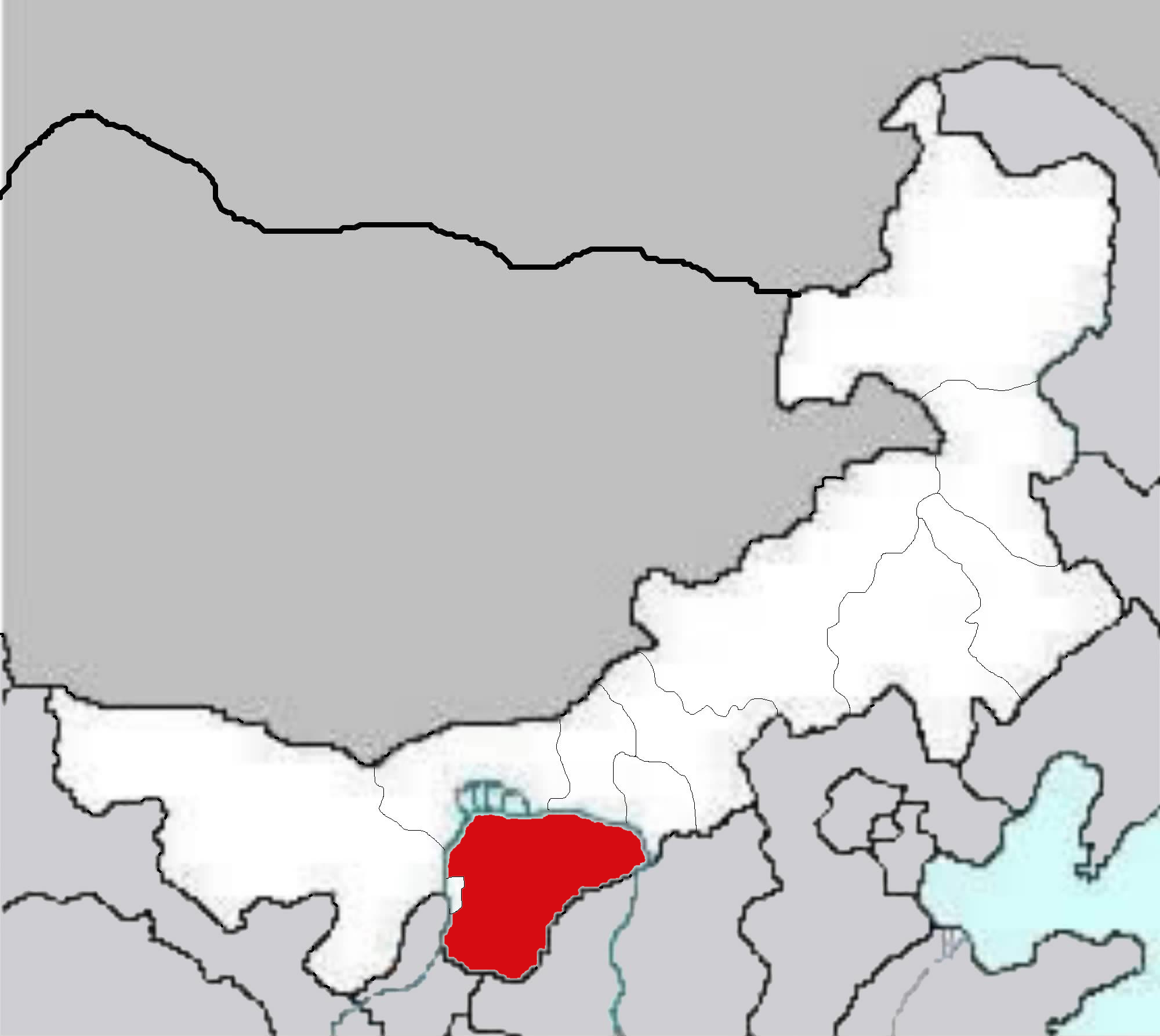
Localisation du désert d'Ordos.